# Ragginger See
Ragginger See är en sjö i Österrike.   Den ligger i förbundslandet Salzburg, i den centrala delen av landet, 250 km väster om huvudstaden Wien. Ragginger See ligger 551 meter över havet.